# Witstuitmonjita
De witstuitmonjita (Xolmis velatus) is een zangvogel uit de familie Tyrannidae (tirannen).

## Verspreiding en leefgebied
Deze soort komt voor van noordoostelijk Brazilië tot Bolivia en noordelijk Paraguay.